# Hamburg-Gut Moor
Gut Moor (niederdeutsch: Goot Moor) ist ein kleiner Hamburger Stadtteil im Bezirk Harburg.

## Geschichte
Um 1540 ließ Otto I., Herzog von Harburg, den Seevekanal durch das Meckelfelder Moor graben. Der Kanal sollte dem Antrieb der Harburger Binnenmühlen dienen und war gleichzeitig Voraussetzung der Kultivierung des umliegenden Moores. Sein Enkel, der letzte Harburger Herzog Wilhelm August schenkte 1630 seinem Kanzler Johann von Drebber († 1647) ein freies Gut im Moor als Dienstsitz. Zu der so entstandenen Domäne Kanzlershof gehörten umfangreiche Ländereien und auch das Gebiet des heutigen Stadtteils. 1645 wurde die Vogtei Höpen im Amt Harburg geschaffen, welche unter anderem auch Gut Moor, Groß-Moor und Klein-Moor umfasste. 1667 wurde die Siedlung im Harburger Amtslagerbuch Mohr genannt. 1713 wurde das Herrenhaus errichtet. Abgerissen wurde es 1910 beim Ausbau des Harburger Rangierbahnhofes.

## Bevölkerung
Gut Moor gehört im Bezug auf die Fläche und Einwohnerzahl zu den kleinsten Stadtteilen Hamburgs. 2011 hatte Gut Moor 131 Einwohner; 24 Personen waren noch nicht volljährig und 18 waren 65 Jahre oder älter. 15 Einwohner hatten nicht die deutsche Staatsbürgerschaft.
Die genaue Größe von Gut Moor ist nicht bekannt, das Statistische Landesamt vermischt die Angaben zur Größe des Stadtteils mit denen aus dem benachbarten Hamburg-Neuland.

## Geografie

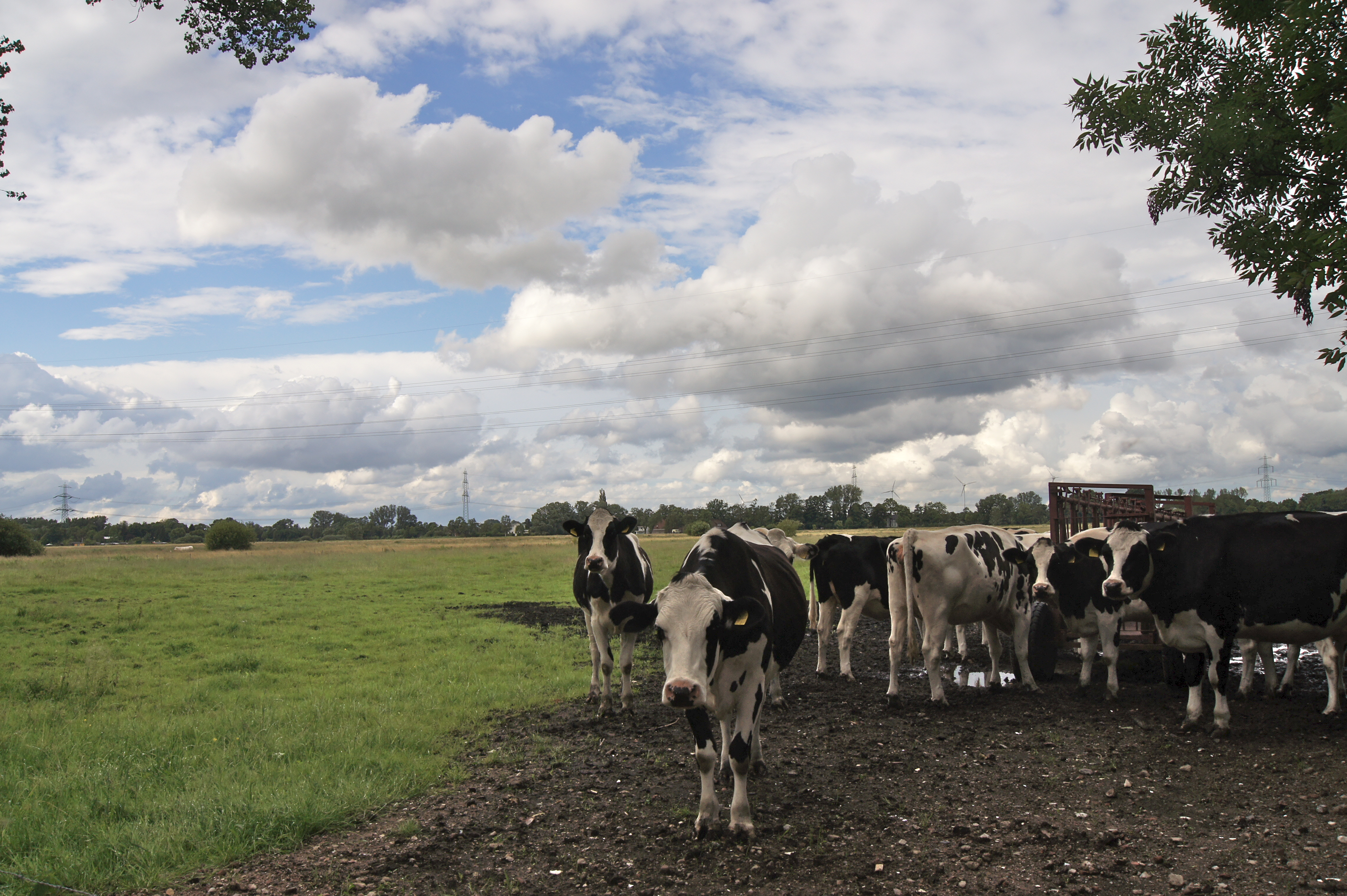
Kühe am Kanzlerhof

Gut Moor liegt in der Marsch am Rande des Urstromtals der Elbe und besteht fast ausschließlich aus Wiese. Das Gebiet befindet sich am Rande des Urstromtals der Elbe, direkt am Übergang zur Geest. Auf dem Gebiet von Gut Moor wurden Bruttätigkeiten und erfolgreiche Jungenaufzucht von Weißstörchen beobachtet.

### Gewässer
Am südwestlichen Rande Gut Moors fließt der Seevekanal, der westlich des Rangierbahnhofs Maschen beim Hörstener Wehr von der Seeve abzweigt und in Harburg in die Süderelbe mündet.
Weitere Gewässer sind die Neuländer Wettern entlang des Großmoordamms und die Grüner-Damm-Wettern. Letztere begrenzt den Stadtteil nach Norden.

### Siedlungsstruktur
Die Hauptstraße des Stadtteils ist der Großmoordamm, auf einer Seite sind Grundstücke mit Häusern gelegen. Gegenüber der Häuserzeile befindet sich ein Entwässerungsgraben.

### Benachbarte Hamburger Stadtteile
Gut Moor grenzt überwiegend an die Stadtteile Hamburg-Neuland (nördlich) und Hamburg-Rönneburg (südlich) sowie an ein kurzes Stück von Hamburg-Harburg (westlich). Im Osten befindet sich die Landesgrenze zu Niedersachsen, hinter der der Gemeindeteil Groß Moor der Gemeinde Seevetal (Landkreis Harburg) liegt.

## Politik
Die Bürgerschaftswahl 2020 für die Wahl zur Hamburgischen Bürgerschaft brachte in Gut Moor, das zum Wahlkreis Harburg gehört, zusammen mit Neuland folgendes Ergebnis:
| Bürgerschaftswahl | SPD    | AfD    | CDU    | Grüne 1) | Linke 1) | FDP    | Übrige    |
| ----------------- | ------ | ------ | ------ | -------- | -------- | ------ | --------- |
| 2020              | 45,1 % | 13,1 % | 12,4 % | 12,0 %   | 05,4 %   | 05,1 % | 06,9 %    |
| 2015              | 47,4 % | 11,5 % | 20,5 % | 04,2 %   | 04,4 %   | 08,0 % | 04,0 %    |
| 2011              | 52,0 % | –      | 26,2 % | 05,9 %   | 04,4 %   | 06,4 % | 05,1 %    |
| 2008              | 36,7 % | –      | 47,2 % | 06,4 %   | 04,4 %   | 03,4 % | 01,8 %    |
| 2004              | 31,6 % | –      | 50,8 % | 05,1 %   | –        | 02,2 % | 10,3 % 3) |
| 2001              | 33,0 % | –      | 21,9 % | 04,7 %   | 00,2 %   | 04,4 % | 35,8 % 4) |

Für die Bundestagswahl gehört Gut Moor zum Wahlkreis Hamburg-Bergedorf – Harburg. Bei den Bezirksversammlungswahlen zählt der Stadtteil zum Wahlkreis Harburg, Neuland, Gut Moor.

## Verkehr und Infrastruktur
Der Großmoordamm endet im Westen an der Bundesstraße 75 und wird von der Bundesstraße 73 fortgesetzt. Durch Gut Moor führt auf 615 m Länge die Bundesautobahn 1.
Mit der öffentlichen Buslinie 543 der Hamburger Hochbahn AG wird Gut Moor bedient. Es existieren die Haltestellen Großmoordamm 121, Großmoordamm 181, Großmoordamm 223 und Fünfhausener Straße (Süd), die Groß Moor mit dem Bahnhof Hamburg-Harburg verbinden.

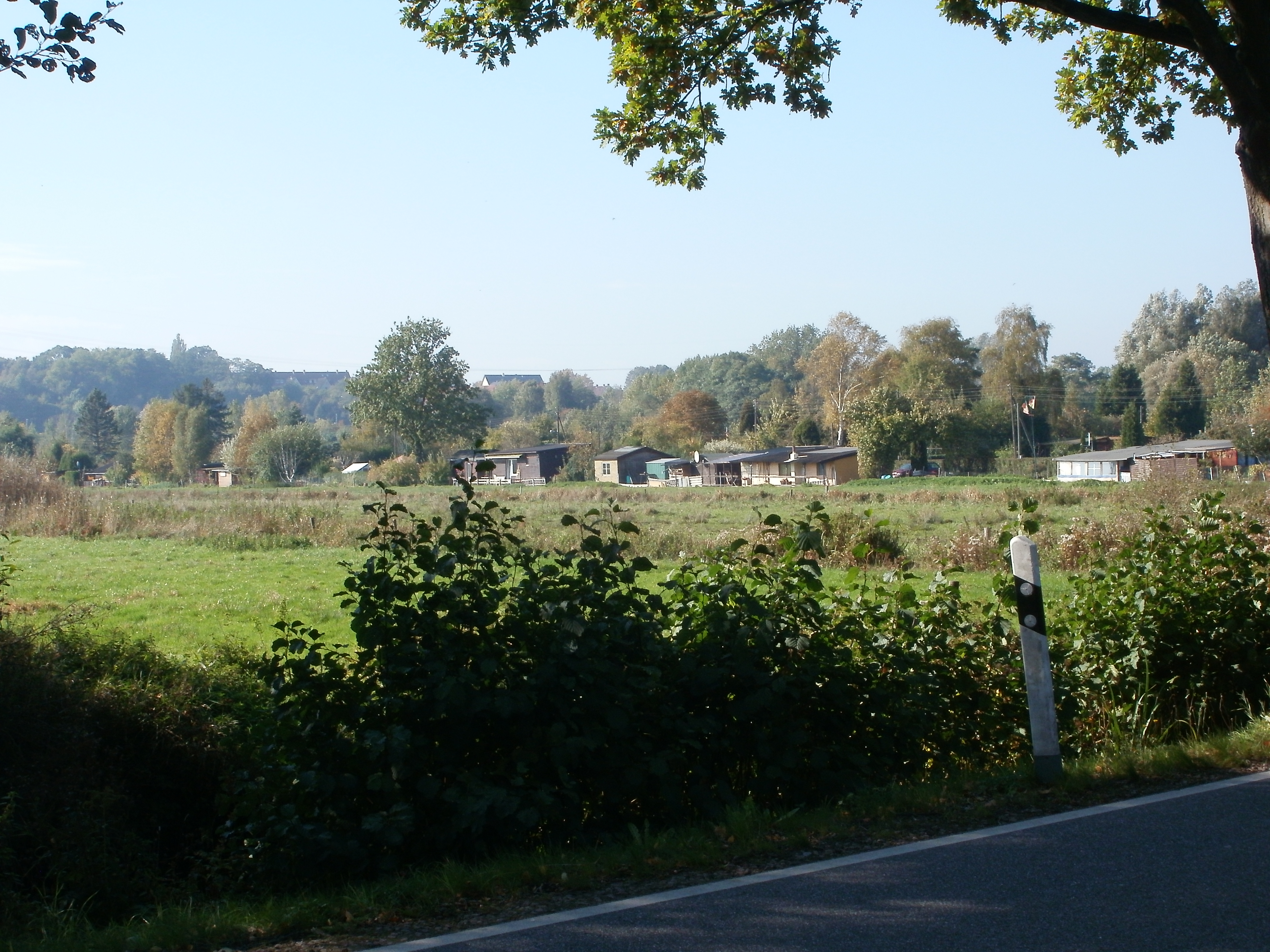
Kleingartenverein in Gut Moor
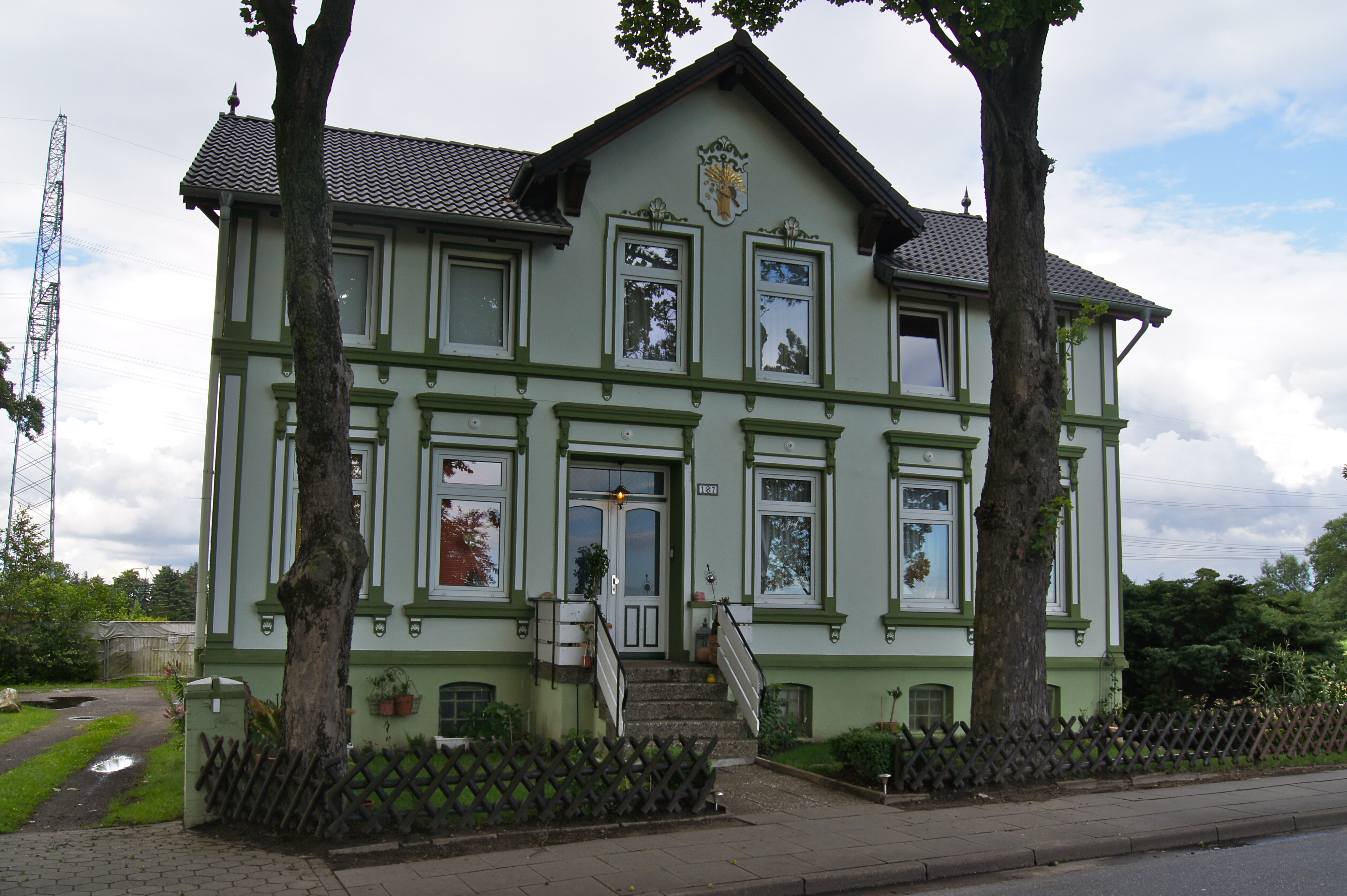
Hof am Großmoordamm